# Pierce Brothers Westwood Village Memorial Park and Mortuary

O Pierce Brothers Westwood Village Memorial Park Cemetery é um cemitério em Westwood, distrito de Los Angeles, Califórnia. Está localizado na Glendon Avenue 1218 em Westwood, com uma entrada pelo Wilshire Boulevard.
Local de sepultamento de grandes personalidades da indústria do entretenimento, abriga sepulturas de personalidades de áreas distintas. Quando Marilyn Monroe morreu em 1962, Joe DiMaggio, responsável por seu sepultamento, escolheu Westwood não por razão das celebridades, mas sim porque a amiga da mãe de Marilyn, Grace Goddard, e a tia de Goddard, Ana Lower, cuidaram ambas de Monroe quando era criança.

## Sepultamentos notáveis

### A
- Milton Ager (1893–1979), músico, compositor
- Charles Aidman (1925–1993), ator
- Eddie Albert (1906–2005), ator
- Margo Albert (1917–1985), atriz, mulher de Eddie Albert
- Shana Alexander (1925–2005), jornalista, colunista e comentarista televisivo
- Claud Allister (1888–1970), ator
- Gitta Alpár (1903–1991), atriz e cantora de ópera
- Patty Andrews (1918–2013), cantora
- Ken Annakin (1914–2009), diretor
- Eve Arden (1908–1990), atriz, comediante
- Jack Arnold (1916–1992), diretor
- Robert Armstrong (1890–1973), ator
- James Thomas Aubrey (1918–1994), produtor
- Hy Averback (1920–1997), diretor
- Lew Ayres (1908–1996), ator

### B

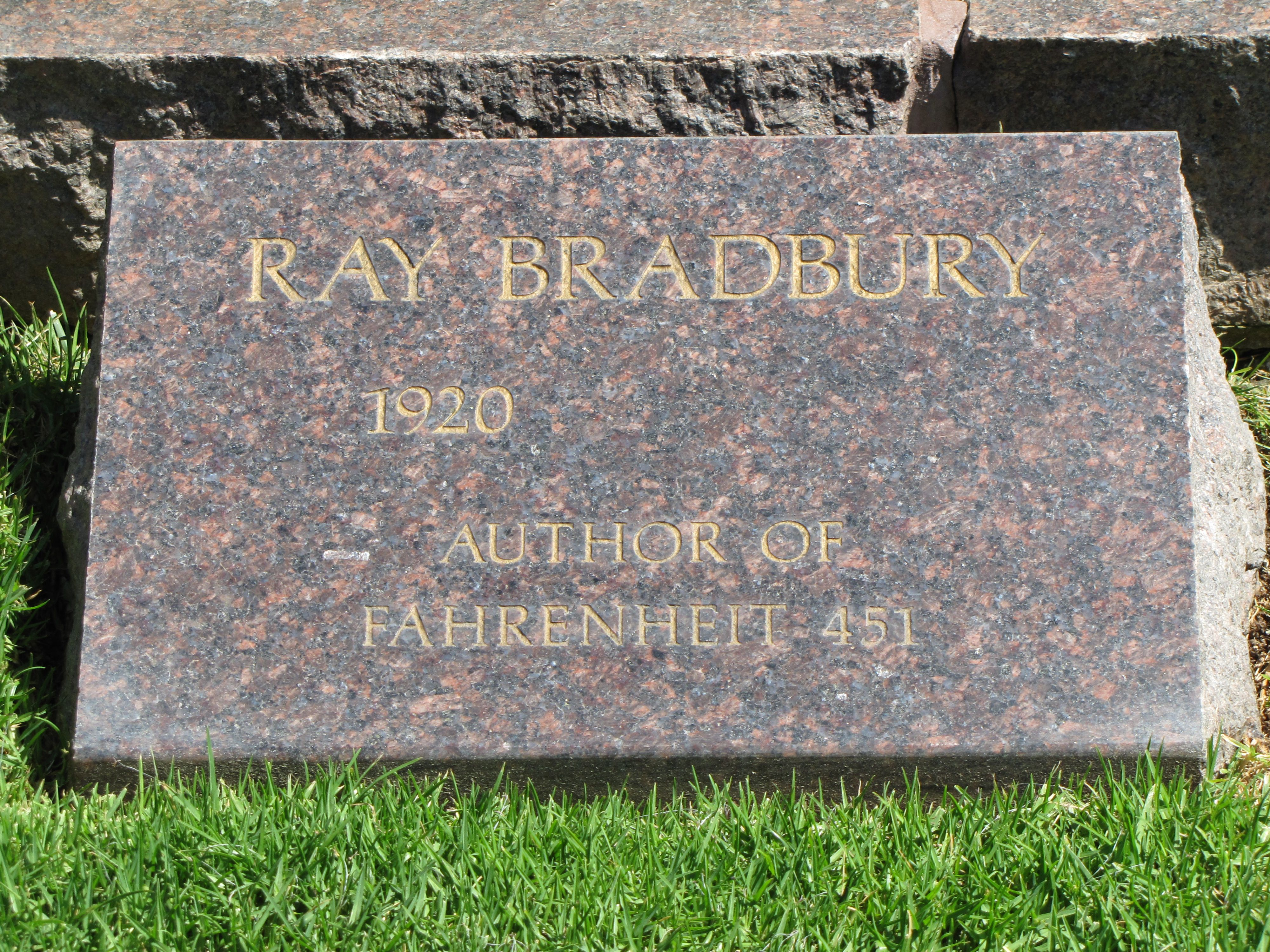
Lápide de Ray Bradbury, maio de 2012, antes de sua morte

- Henny Backus (1911–2004), escritora, mulher de Jim Backus
- Jim Backus (1913–1989), ator
- Richard Baer (1928–2008), roteirista
- Dave Barbour (1912–1965), músico
- Edgar Barrier (1907–1964), ator
- Eileen Barton (1924–2006), cantora
- Richard Basehart (1914–1984), ator
- Greg Bautzer (1911–1987), advogado
- William Joseph Bell (1927–2005), produtor
- Isabel Bigley (1926–2006), atriz
- Whit Bissell (1909–1996), ator
- Hilary Blake (1950–2007), músico
- Billy Bletcher (1894–1979), ator, dublador
- Robert Bloch (1917–1994), escritor
- Lloyd Bochner (1924–2005), ator
- Benedict Bogeaus (1904–1968), produtor
- John Boles (ator) (1895–1969), ator
- Dorris Bowdon (1914–2005), atriz
- Ray Bradbury (1920–2012), escritor; com sua mulher Marguerite McClure Bradbury
- Fanny Brice (1891–1951), atriz, comediante, cantora (sepultada inicialmente no Home of Peace Cemetery)
- William Brice (1921–2008), artista, filho de Fanny Brice
- Les Brown (1912–2001), músico
- Vanessa Brown (1928-1999), atriz
- Clarence Bull (1896–1979), fotógrafo

### C
- Sebastian Cabot (1918–1977), ator
- Sammy Cahn (1913–1993), compositor
- Truman Capote (1924–1984), escritor
- Edward Carrere (1906–1984), diretor
- Harry Carey, Jr. (1921–2012), ator
- John Cassavetes (1929–1989), ator, roteirista, diretor, produtor
- Mario Castelnuovo-Tedesco (1895–1968), compositor
- James Coburn (1928–2002), ator
- Paula Coburn (1955–2004), atriz, mulher de James Coburn
- Ray Conniff (1916–2002), músico
- Richard Conte (1910–1975), ator
- Lawrence Cook (ator) (1930–2003), ator
- Ian Copeland (1949–2006), promotor musical
- Alexander Courage (1919–2008), compositor
- Bob Crane (1928–1978), ator
- Norma Crane (1928–1973), atriz

### D
- Rodney Dangerfield (1921–2004), comediante, ator
- Helmut Dantine (1917–1982), ator
- Danny Dark (1938–2004), locutor
- Steve Darrell (1904–1970), ator
- Marvin Davis (1925–2004), empresário
- Richard Dawson (1932–2012), ator
- Don DeFore (1913–1993), ator
- Philip Dorn (1901–1975), ator
- Eric Douglas (1958–2004), ator; filho de Kirk Douglas, irmão de Michael Douglas
- Kirk Douglas (1916-2020), ator
- Dominique Dunne (1959–1982), atriz, filha do escritor Dominick Dunne, irmã do ator-diretor Griffin Dunne, assassinada
- Ariel Durant (1898–1981), historiador, Prêmio Pulitzer de literatura
- Will Durant (1885–1981), historiador, Prêmio Pulitzer de literatura
- Roy Kelton Orbison (1936 - 1988), musico, compositor, cantor

### E
- Nora Eddington (1924–2001), atriz
- Roger Edens (1905–1970), arranjador vocal, compositor e produtor
- Jack Elliott (1927–2001), compositor
- Harry Essex (1910–1997), escritor
- Ray Evans (1915–2007), compositor

### F
- Peter Falk (1927–2011), ator
- Farrah Fawcett (1947–2009), atriz
- Freddie Fields (1923–2007), agente de talentos
- Jay C. Flippen (1899–1971), ator
- Michael Fox (1921–1996), ator
- Coleman Francis (1919–1973), diretor de cinema
- Georgia Frontiere (1927–2008), proprietária de time de futebol
- Frank Zappa (1940–1993), músico

### G
- Eva Gabor (1919–1995), atriz
- Michael V. Gazzo (1923–1995), ator
- Christopher George (1931–1983), ator
- Leonard Gershe (1922–2002), compositor
- Master Henry Gibson (1942–2002), músico
- Henry Gibson (1935–2009), ator
- Paul Gleason (1939–2006), ator
- Thomas Gomez (1905–1971), ator
- Robert Gottschalk (1918–1982), técnico em câmera
- Jane Greer (1924–2001), atriz
- Merv Griffin (1925–2007), produtora e cantora

### H

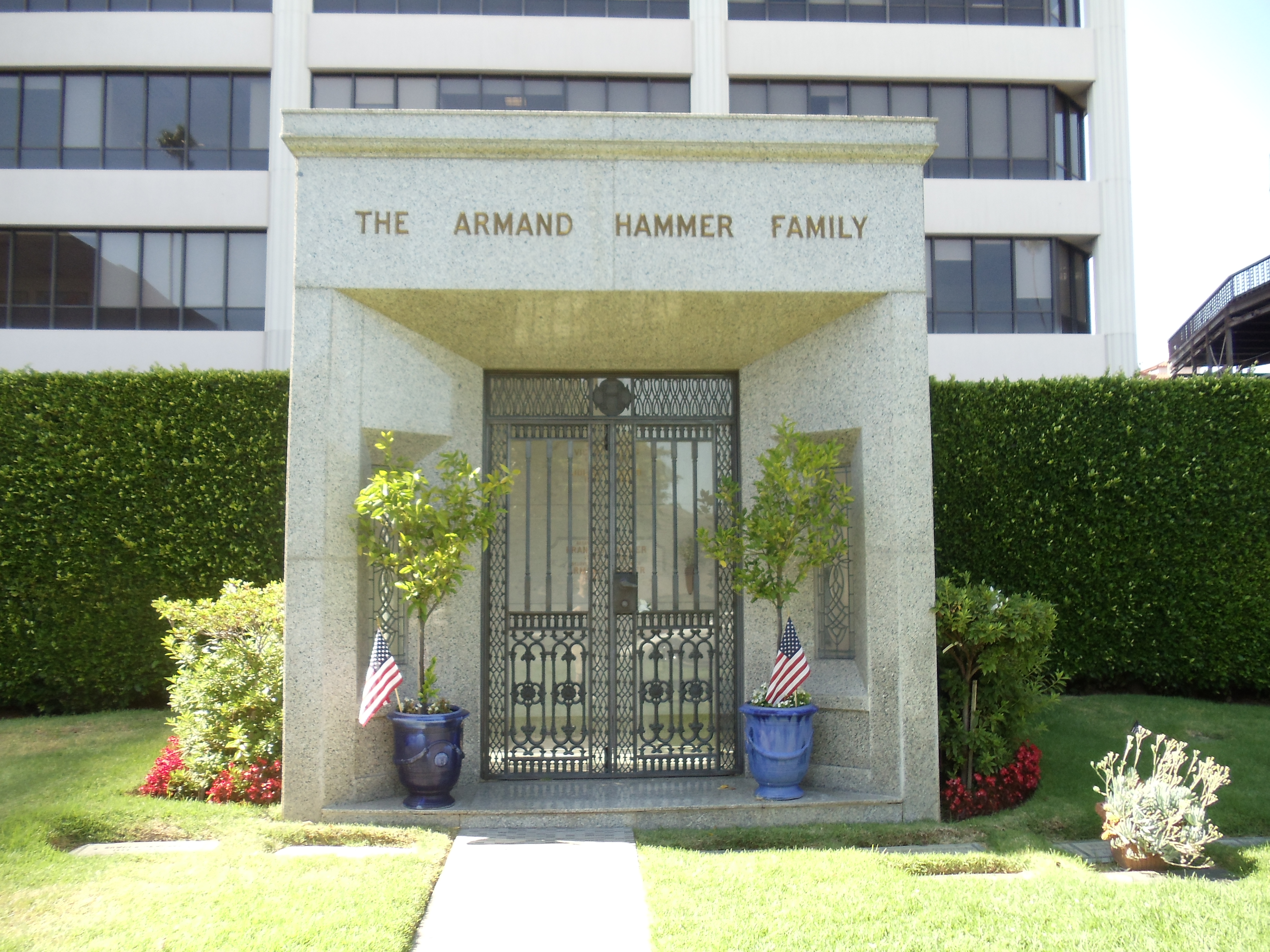
Túmulo da família Armand Hammer em Westwood Memorial Park

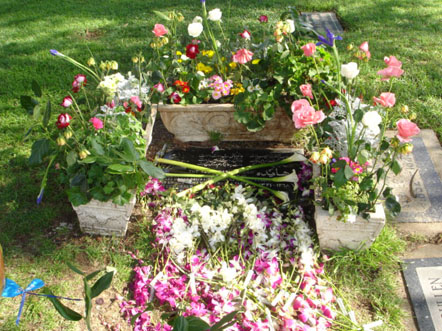
Lápide de Hayedeh

- Heather O'Rourke (1975-1988), Atriz, Poltergeist
- "Benny" Howard (1904–1970), projetista de aviões e piloto de corrida[2]
- James Wong Howe (1899–1976), cinematografista
- Mark Hughes (1956–2000), fundador da Herbalife
- Ronald Hughes (1935–1970), advogado
- Ross Hunter (1920–1996), produtor, diretor e ator
- Jim Hutton (1934–1979), ator
- Hugh Hefner (1926-2017),dono da Playboy

### I
- Steve Ihnat (1934–1972), ator

### J
- Donald G. Jackson (1943–2003), executor de filmes
- Nunnally Johnson (1897–1977), roteirista e diretor
- Janis Joplin (1943–1970), cantora
- Louis Jourdan (1921-2015), ator
- Brenda Joyce (1917–2009), atriz

### K
- Phil Karlson (1908–1985), diretor
- Louis Kaufman (1905–1994), violinista
- Beatrice Kay (1907–1986), atriz e cantora
- Nora Kaye Ross (1920–1987), bailarina, mulher de Herbert Ross
- Brian Keith (1921–1997), atriz, sepultada com sua irmã, Daisy; ambas cometeram suicídio
- Cecil Kellaway (1893–1973), ator
- Gene Kelly (1912–1996), ator, dançarino, cantor, diretor
- Nancy Kelly (1921–1995), atriz
- Stan Kenton (1911–1979), músico
- Victor Kilian (1891–1979), ator, assassinado
- James Howard "Dutch" Kindelberger (1895–1962), executivo da aviação
- Louis King (1898–1962), diretor
- Don Knotts (1924–2006), ator e comediante
- Miliza Korjus (1909–1980), cantora de ópera

### L
- Perry Lafferty (1917–2005), diretor
- Bill Lancaster (1947–1997), ator que tornou-se roteirista, filho de Burt Lancaster[3]
- Burt Lancaster (1913–1994), ator
- Sidney Lanfield (1898–1972), diretor
- Peter Lawford (1923–1984), ator
- Marc Lawrence (1910–2005), ator
- Irving Paul Lazar (1907–1993), agente
- Anna Lee (1913–2004), atriz
- Joanna Lee (1931–2003), atriz
- Peggy Lee (1920–2002), cantora, compositora, atriz
- Ernest Lehman (1915–2005), roteirista
- Janet Leigh (1927–2004), atriz
- Jack Lemmon (1925–2001), ator
- Queenie Leonard (1905–2002), atriz
- Bruce Lester (1912–2008), ator
- Oscar Levant (1906–1972), ator, pianista, com sua mulher a atriz June Gale Levant (1911–1996)
- Richard Levinson (1934–1987), escritor
- Jay Livingston (1915–2001), compositor
- Louis Loeffler (1897–1972), editor
- Robert Loggia  (1930-2015), ator, diretor

### M

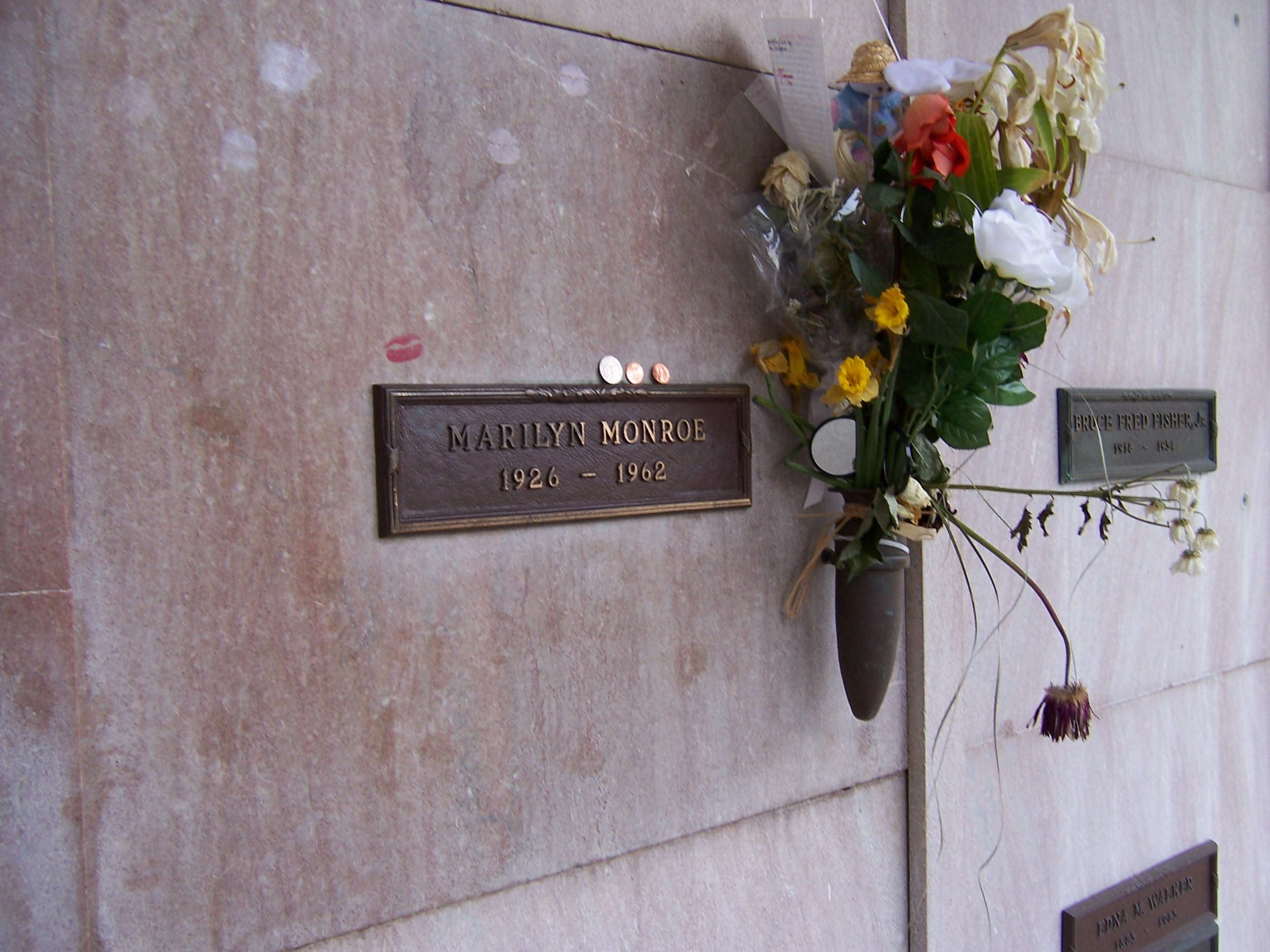
The crypt of Marilyn Monroe on the North side

- Alexander Mackendrick (1912–1993), diretor
- Mahasti (1946–2007), cantora pop de Tehran
- Karl Malden (1912–2009), ator
- Janet Margolin (1943–1993), atriz, casada com Ted Wass
- Dean Martin (1917–1995), ator e cantor
- Andrew Marton (1904–1992), ator
- Samuel Marx (1902–1992), produtor
- Pamela Mason (1916–1996), atriz, mulher de James Mason e Roy Kellino
- Portland Mason (1948–2004), atriz, irmã de James Mason e Pamela Mason[4]
- Shirley Mason (1900–1979), atriz
- Osa Massen (1914–2006), atriz
- Edith Massey (1918–1984), atriz
- Carol Matthau (1925–2003), atriz, mulher de Walter Matthau
- Walter Matthau (1920–2000), ator e comediante
- Ruth McDevitt (1895–1976), atriz
- Peter McWilliams (1949–2000), escritor
- Allan Melvin (1923–2008), ator
- Lewis Milestone (1895–1980), diretor
- Marvin E. Miller (1913–1985), ator
- Shirley Mitchell (1919–2013), atriz, mulher de Jay Livingston
- Marilyn Monroe (Norma Jeane Mortenson) (1926–1962), atriz
- Elizabeth Montgomery (1933–1995), atriz
- Constance Moore (1920–2005), cantora e atriz
- Dolores Moran (1924–1982), atriz
- Jeff Morris (1934–2004), ator

### N
- Nader Naderpour (1929–2000), poeta iraniano
- Robert Nathan (1894–1985), escritor, marido de Anna Lee
- David Nelson (1936–2011), ator, filho de Ozzie e Harriet Nelson
- William Newell (1894–1967), ator
- Robert Newton (1905–1956), ator
- Lloyd Nolan (1902–1985), ator

### O
- Carroll O'Connor (1924–2001), ator
- Hugh O'Connor (1962–1995), ator, filho de Carroll O'Connor
- Heather O'Rourke (1975–1988), atriz, Carol Anne Freeling,Poltergeist
- Barbara Orbison (1950–2011), mulher de Roy Orbison
- Roy Orbison (1936–1988), cantor

### P
- Bettie Page (1923–2008), modelo
- Dorothy Patrick (1921–1987), atriz
- Waite Phillips (1883–1964), filantropo
- Gregor Piatigorsky (1903–1976), celista

### R
- Ford Rainey (1908–2005), ator
- Donna Reed (1921–1986), atriz
- Jimmie Reese (1901–1994), jogador de basebol
- Renie Riano (1899–1971), atriz
- Buddy Rich (1917–1987), baterista
- Minnie Riperton (1947–1979), cantora
- Ava Archer Syme-Reeves (1999–1999), filha de Keanu Reeves
- Ben Roberts (1916–1984), roteirista
- Hillevi Rombin (1933–1996), Miss Universo 1955
- Ruth Rose (1896–1978), roteirista
- Herbert Ross (1927–2001), diretor de cinema

### S
- Franklin J. Schaffner (1920–1989), diretor de cinema
- G. David Schine (1927–1996), produtor de filmes
- Ernest B. Schoedsack (1893–1979), diretor de cinema
- George C. Scott (1927–1999), ator
- Vivienne Segal (1897–1992), cantora, atriz
- Anne Seymour (1909–1988), atriz
- Sidney Sheldon (1917–2007), escritor
- Dorothy Shay (1921–1978), atriz, cantora
- Sam Simon (1955-2015), escritor, produtor e diretor
- Sara Sothern (1895–1994), mãe de Elizabeth Taylor
- Robert Stack (1919–2003), ator
- Sage Stallone (1976–2012), ator, filho de Sylvester Stallone
- Ray Stark (1915–2004), produtor de filme
- Josef von Sternberg (1894–1969), diretor de filme
- Donald Stewart (1930–1999), roteirista
- Dorothy Stratten (1960–1980), atriz, Playmate, vítima de assassinato
- Danny Sugerman (1954–2005), escritor
- Jennifer Syme (1972–2001), atriz

### T
- Don Taylor (1920–1998), ator e diretor
- Kent Taylor (1907–1987), ator
- Irene Tedrow (1907–1995), atriz
- William C. Thomas (1903–1984), produtor de filme
- Marshall Thompson (1925–1992), ator
- Ernst Toch (1887–1964), compositor
- Mel Tormé (1925–1999), cantor, ator
- Helen Traubel (1899–1972), soprano de ópera
- Les Tremayne (1913–2003), ator
- Frank Tuttle (1892–1963), roteirista, produtor

### V
- Sigrid Valdis (1935–2007), atriz, viúva de Bob Crane
- John Vivyan (1915–1983), ator

### W
- June Walker (1900–1966), atriz
- Ray Walston (1914–2001), ator
- Pat Walshe (1900–1991), ator
- Harry Warren (1893–1981), compositor
- Joe Weider (1919–2013), fisiculturista
- Winifred Westover (1899–1978), atriz
- Chrissie White (1895–1989), atriz de cinema mudo
- Herbert Wiere (1908–1999), performer
- Cornel Wilde (1915–1989), ator
- Billy Wilder (1906–2002), diretor de cinema
- Carl Wilson (1946–1998), cantor e membro dos The Beach Boys
- Estelle Winwood (1883–1984), atriz
- Natalie Wood (1938–1981), atriz

### Y
- Edward Yang (1947–2007), cineasta

### Z

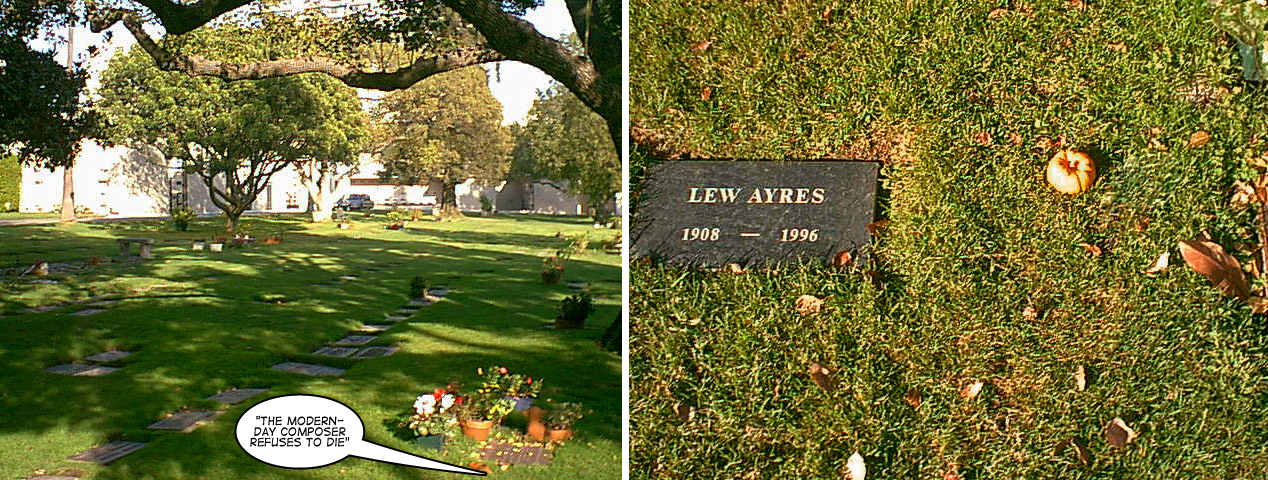
Unmarked grave of Frank Zappa, cemetery view looking South-East

- Darryl F. Zanuck (1902–1979), Chefe da 20th Century Fox
- Virginia Fox (1908–1982), atriz, mulher de Darryl
- Frank Zappa (1940–1993), compositor, músico, satirista, lider do The Mothers of Invention
- Gail Zappa (1945-2015), viúva de Frank Zappa